# La ninfa del deserto
La ninfa del deserto, anche nota con i nomi Ninfa del serpente, Il soccorso o Ninfa lombarda, è una scultura iniziata dallo scultore italiano Lorenzo Bartolini e portata a termine dal allievo Giovanni Dupré. L'opera, pensata dall'autore come una Virtù insidiata dal Vizio, fa parte delle collezioni della Fondazione Magnani-Rocca a Traversetolo. Un modello in gesso si trova a Firenze, alla galleria dell'Accademia.

## Storia
Lorenzo Bartolini realizzò molte figure scultoree di piccole dimensioni negli anni 1830, portando comunque avanti dei progetti più ambiziosi. Il committente di quest'opera era un marchese appartenente alla famiglia Ala Ponzone. L'identificazione di questa figura è ancora oggetto di dibattito, dato che Mario Tinti ritiene che si tratti del cremonese Sigismondo Ala Ponzone, mentre Ettore Spalletti propone l'identificazione con Filippo Ala Ponzone, appartenente al ramo milanese della famiglia, perché secondo alcuni documenti il committente sarebbe stato del capoluogo lombardo. Secondo le memorie di Dupré, il marchese era una figura dall'animo mutevole che "andava soggetto a lunghissimi periodi di malinconia".
L'opera non era conclusa alla morte di Bartolini, spirato nel 1850, e fu Dupré a terminarla, assieme a una scultura molto simile, la seconda versione della Ninfa dello scorpione, attualmente conservata a San Pietroburgo. Dupré riparò alcuni piccoli difetti che si erano creati e che il maestro non aveva potuto correggere e cercò di concludere il tutto nella maniera più fedele possibile al modello in gesso bartoliniano.

## Descrizione

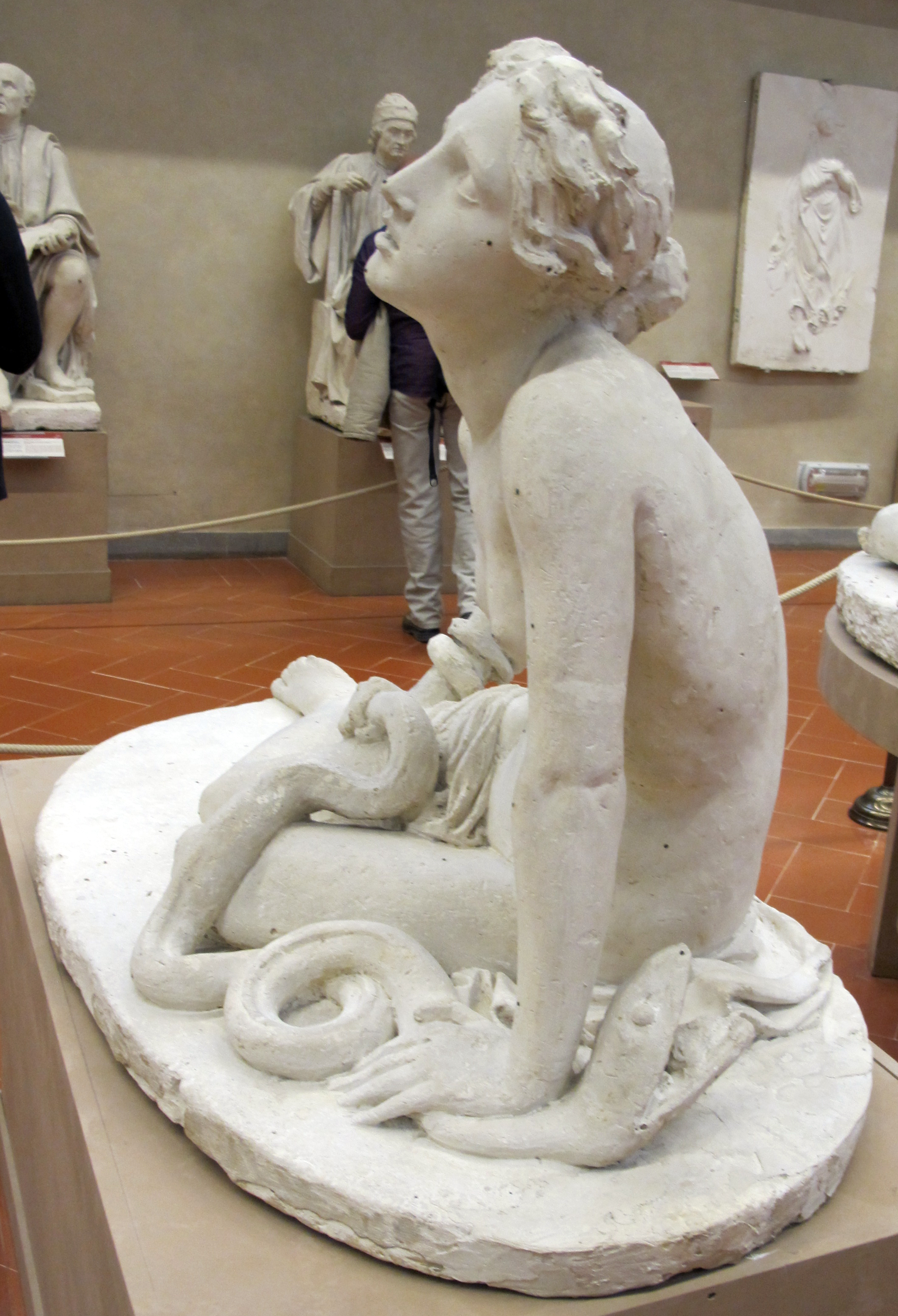
Il modello in gesso dell'opera, esposto a Firenze.

La statua ritrae una ragazza nuda, una ninfa secondo il titolo, che è stata morsa da una serpe. La fanciulla è accosciata per terra e afferra con la sua mano sinistra il corpo del rettile, la cui coda si attorciglia sul suo braccio, mentre con il palmo della destra cerca di schiacciare la parte del corpo ofidico vicina alla testa. In una lettera del 1846 indirizzata al suo amico Giovanni Benericetti Talenti, Bartolini spiegò che il marchese aveva ribattezzato l'opera in Ninfa del deserto, ma che in realtà l'artista aveva scolpito una Virtù insidiata dal Vizio, quest'ultimo personificato dal rettile strisciante, e che il "deserto" altro non è che un'allegoria del mondo. Ciò spiega anche lo sguardo rivolto verso l'alto della donzelletta, che cerca di difendersi dal morso dell'animale invocando la protezione di Dio, così che la sua purezza non venga meno.
(Francesco Bonaini, Dell'arte secondo la mente di Lorenzo Bartolini, 1852, p. 28)
Il tema della purezza accomuna la scultura a un'altra creazione bartoliniana, La fiducia in Dio, anch'essa ritraente una fanciulla nuda che rivolge il proprio sguardo verso il cielo, in segno di preghiera.